# United States Basketball League 1996
La stagione USBL 1996 fu l'undicesima  della United States Basketball League. Parteciparono 11 squadre divise in due gironi.
Rispetto alla stagione precedente si aggiunsero cinque nuove franchigie, gli Atlantic City Seagulls, i Carolina Cardinals, i New Hampshire Thunder Loons, i Portland Mountain Cats e i Tampa Bay Windjammers. I Jacksonville Shooter si rinominarono Jacksonville Barracudas e i Miami Tropics si trasferirono Port St. Lucie, diventando i Treasure Coast Tropics. I Jackson Jackals, i Jersey Turnpikes e i Memphis Fire si sciolsero.

## Squadre partecipanti
- Atlanta Trojans
- Atl. City Seagulls
- Carolina Cardinals
- Conn. Skyhawks
- Florida Sharks
- Jacks. Barracudas
- Long Island Surf
- N.H. Thunder Loons
- Portland M. Cats
- T.B. Windjammers
- Tr. Coast Tropics

## Classifiche

### Northern Division
| Squadra                     | V  | P  | %    | GB   |
| --------------------------- | -- | -- | ---- | ---- |
| Atlantic City Seagulls      | 22 | 7  | 75,9 | -    |
| Portland Mountain Cats      | 18 | 11 | 72,1 | 4    |
| Long Island Surf            | 14 | 13 | 51,9 | 6,5  |
| Connecticut Skyhawks        | 9  | 18 | 33,3 | 11,5 |
| New Hampshire Thunder Loons | 7  | 19 | 26,9 | 12,5 |

### Southern Division
| Squadra                 | V  | P  | %    | GB   |
| ----------------------- | -- | -- | ---- | ---- |
| Florida Sharks C        | 28 | 1  | 96,6 | -    |
| Tampa Bay Windjammers   | 17 | 12 | 58,6 | 11   |
| Jacksonville Barracudas | 14 | 13 | 51,9 | 12,5 |
| Atlanta Trojans         | 8  | 19 | 29,6 | 18,5 |
| Treasure Coast Tropics  | 8  | 18 | 30,8 | 18,5 |
| Carolina Cardinals      | 6  | 20 | 23,1 | 19,5 |

## Play-off

### Quarti di finale
|  | Florida Sharks | 117 – 106 | Atlanta Trojans |  |

|  | Tampa Bay Windjammers | 114 – 111 | Jacksonville Barracudas |  |

|  | Atlantic City Seagulls | 137 – 119 | Connecticut Skyhawks |  |

|  | Portland Mountain Cats | 118 – 117 | Long Island Surf |  |

### Semifinali
|  | Florida Sharks | 130 – 119 | Portland Mountain Cats |  |

|  | Atlantic City Seagulls | 115 – 113 (d.1t.s.) | Tampa Bay Windjammers |  |

### Partita di consolazione
|  | Portland Mountain Cats | 131 – 128 | Tampa Bay Windjammers |  |

### Finale
|  | Florida Sharks | 118 – 115 | Atlantic City Seagulls |  |

### Tabellone
|  | Quarti di finale | Quarti di finale | Quarti di finale |           |               | Semifinali    | Semifinali | Semifinali |  |  | Finale | Finale | Finale |  |
|  |                  |                  |                  |           |               |               |            |            |  |  |        |        |        |  |
|  | 1n               | Atlantic City    | 1                |           |               |               |            |            |  |  |        |        |        |  |
|  | 1n               | Atlantic City    | 1                |           |               |               |            |            |  |  |        |        |        |  |
|  | 4n               | Connecticut      | 0                |           |               |               |            |            |  |  |        |        |        |  |
|  | 4n               | Connecticut      | 0                |           | 1n            | Atlantic City | 1          |            |  |  |        |        |        |  |
|  |                  |                  |                  |           | 1n            | Atlantic City | 1          |            |  |  |        |        |        |  |
|  |                  |                  | 2s               | Tampa Bay | 0             |               |            |            |  |  |        |        |        |  |
|  | 3s               | Jacksonville     | 2s               | Tampa Bay | 0             | 0             |            |            |  |  |        |        |        |  |
|  | 3s               | Jacksonville     |                  |           |               |               |            |            |  |  |        |        |        |  |
|  | 2s               | Tampa Bay        | 1                |           |               |               |            |            |  |  |        |        |        |  |
|  | 2s               | Tampa Bay        | 1                |           | Atlantic City | Atlantic City | 0          |            |  |  |        |        |        |  |
|  |                  |                  |                  |           |               |               |            |            |  |  |        |        |        |  |
|  |                  |                  | Florida          | Florida   | 1             |               |            |            |  |  |        |        |        |  |
|  | 2n               | Portland         | Florida          | Florida   | 1             | 1             |            |            |  |  |        |        |        |  |
|  | 2n               | Portland         |                  |           |               |               |            |            |  |  |        |        |        |  |
|  | 3n               | Long Island      | 0                |           |               |               |            |            |  |  |        |        |        |  |
|  | 3n               | Long Island      | 0                |           | 2n            | Portland      | 0          |            |  |  |        |        |        |  |
|  |                  |                  |                  |           | 2n            | Portland      | 0          |            |  |  |        |        |        |  |
|  |                  |                  | 1s               | Florida   | 1s            |               |            |            |  |  |        |        |        |  |
|  | 4s               | Atlanta          | 1s               | Florida   | 1s            | 0             |            |            |  |  |        |        |        |  |
|  | 4s               | Atlanta          |                  |           |               |               |            |            |  |  |        |        |        |  |
|  | 1s               | Florida          | 1                |           |               |               |            |            |  |  |        |        |        |  |

## Vincitore
| Campione USBL 1996         |
| -------------------------- |
| Florida Sharks (2º titolo) |

## Statistiche
| Categoria             | Giocatore       | Squadra                | Stat |
| --------------------- | --------------- | ---------------------- | ---- |
| Punti per gara        | Brent Scott     | Portland Mountain Cats | 29,8 |
| Rimbalzi per gara     | Shawnelle Scott | Long Island Surf       | 13,5 |
| Assist per gara       | Charles Smith   | Florida Sharks         | 11,4 |
| Palle rubate per gara | Charles Smith   | Florida Sharks         | 3,6  |
| Stoppate per gara     | Mark Strickland | Atlantic City Seagulls | 3,0  |
| FG%                   | Daniel Watts    | Florida Sharks         | 72,6 |
| FT%                   | Chuck Evans     | Atlanta Trojans        | 86,2 |

## Premi USBL
- USBL Player of the Year: Brent Scott, Portland Mountain Cats
- USBL Coach of the Year: Eric Musselman, Florida Sharks
- USBL Rookie of the Year: Mike Lloyd, Atlantic City Seagulls
- USBL Man of the Year: Roy Jones, Jacksonville Barracudas
- USBL Postseason MVP: Charles Smith, Florida Sharks
- All-USBL First Team
  - Charles Smith, Florida Sharks
  - Greg Grant, Atlantic City Seagulls
  - Brent Scott, Portland Mountain Cats
  - Tom Kleinschmidt, Florida Sharks
  - Corey Williams, Long Island Surf
- All-USBL Second Team
  - Kevin Ollie, Connecticut Skyhawks
  - Sean Green, Portland Mountain Cats
  - Mark Strickland, Atlantic City Seagulls
  - Ron Anderson, Atlantic City Seagulls
  - Mike Hackett, Jacksonville Barracudas
- USBL All-Defensive Team
  - Greg Grant, Atlantic City Seagulls
  - Charles Smith, Florida Sharks
  - Mark Strickland, Atlantic City Seagulls
  - Joe Hooks, Connecticut Skyhawks
  - Corey Williams, Long Island Surf
- USBL All-Rookie Team
  - Mike Lloyd, Atlantic City Seagulls
  - Lonnie Harrell, New Hampshire Thunder Loons
  - Donzel Rush, Tampa Bay Windjammers
  - Atemus McClary, Jacksonville Barracudas
  - Greg Anderson, Atlanta Trojans